# Henrik Gese
Henrik Gese (* 29. Mai 1972 in Mannheim) ist ein ehemaliger deutscher Basketballspieler. Der 1,94 Meter große Flügelspieler spielte für TTL Bamberg und Landshut in der Basketball-Bundesliga.

## Laufbahn
Gese nahm 1989 mit der deutschen Kadettennationalmannschaft an der Europameisterschaft teil, ein Jahr später gehörte er zum deutschen Aufgebot für die Junioren-EM.
Die Saison 1991/92 verbrachte er an einer Universität im US-Bundesstaat Florida und kehrte anschließend nach Bamberg zurück, schaffte den Sprung in den Kader von TTL Bamberg für die Basketball-Bundesliga. Zwischen 1994 und 1996 spielte Gese auf Leihbasis für die TG Landshut und stieg 1995 mit der Mannschaft in die Bundesliga auf. In der Bundesliga-Saison 1995/96 erzielte er als zweitbester Korbschütze seiner Mannschaft 17,4 Punkte je Begegnung, kam mit Landshut aber nicht über den letzten Tabellenrang hinaus und stieg aus der höchsten Spielklasse Deutschlands ab.
1996 wechselte Gese zum TSV Breitengüßbach in die 2. Basketball-Bundesliga, stieg dort zum Mannschaftskapitän auf und spielte bis 2006 für den TSV. Er war jahrelang Breitengüßbacher Leistungsträger.